# Lijst van giftige paddenstoelen
Hieronder staat een lijst van giftige en niet eetbare paddenstoelen. Dat laatste wil zeggen dat deze niet dodelijk zijn bij consumptie maar wel bijvoorbeeld braakneigingen kunnen opwekken of koortsaanvallen teweegbrengen. 
Een vergiftiging is het ziek worden en/of pijn krijgen als gevolg van het eten, drinken, inademen, op de huid of in de ogen krijgen van (te veel van) een schadelijke stof. 
| Nederlandse naam           | Wetenschappelijke naam     | Alternatieve naam     | Gif | Omschrijving | Afbeelding |
| -------------------------- | -------------------------- | --------------------- | --- | --- | ---------- |
| Parelhoenchampignon        | Agaricus moelleri          |                       | Xanthodermine                                                                                             | - |            |
| Karbolchampignon           | Agaricus xanthodermus      |                       | Fenol en diazo- en hydrazineverbindingen (zoals aparikon, xanthodermine en hydroxy-benzol-diazonium-ion). | Het enige kenmerk dat de karbolchampignon onderscheidt van eetbare champignons, is de geelverkleuring bij beschadiging van de knol. Verder is de karbolchampignon de enige die vers of gekookt naar inkt of carbol ruikt. De karbolchampignon is giftig voor de meeste mensen. |            |
| Narcisamaniet              | Amanita gemmata            |                       | Iboteenzuur, Muscimol                                                                                     | De narcisamaniet kan dodelijk giftig zijn door zijn mogelijke hybridisatie met de panteramaniet. De ziekteverschijnselen lijken op die van de groene knolamaniet. |            |
| Vliegenzwam                | Amanita muscaria           |                       | Iboteenzuur, Muscimol, Muscarine, Muscazone                                                               | Deze zwam is matig giftig. Hij wordt aangetroffen aan het eind van de herfst onder berken en naaldbomen. De hoed die helderrood is met witte stipjes, die er door de regen af kunnen gaan, kan wel een doorsnede bereiken van 20 cm. Onder de hoed zitten witte plaatjes. De steel en de voet zijn wit, en de steel heeft steeds een witte ring. Onderaan is de steel bolvormig, met karakteristieke plooitjes die net schubben lijken. |            |
| Panteramaniet              | Amanita pantherina         | Panterzwam            | Iboteenzuur, Muscimol                                                                                     | De donkerbruine of grijze hoed heeft kleine witte vlekjes en een streep langs de rand van de hoed als de paddenstoel nog jong is. Hij heeft een witte voet en een witte ring om de steel. De knol is bolvormig met een platte bovenkant met daarbovenop kleine plooitjes, die op latere leeftijd kunnen verdwijnen. Het giftige ibotenischzuur van de paddenstoel wordt bij het drogen omgezet in het minder giftige muscimol. De giftige dosis wordt bereikt bij inname van meer dan 100 gram verse paddenstoelen. Deze paddenstoel wordt soms verward met de eetbare parelamaniet (Amanita rubescens) en grauwe amaniet (amanita spissa of excelsa) |            |
| Groene knolamaniet         | Amanita phalloides         |                       | Alfa-amanitine, Amatoxine, Phallotoxine                                                                   | Een uiterst giftige paddenstoel, een van de giftigste ter wereld. Hij heeft een geelgroene hoed, met soms een beetje bruin of wit, met donkere streepjes die vanuit het midden lopen. Deze hoed heeft witte plaatjes aan de onderzijde. De steel is wit met groenachtige strepen en heeft een witte, gestreepte ring. De knol zit soms onder de grond. |            |
| Gele knolamaniet           | Amanita citrina            |                       | Alfa-amanitine, Xanthodermine                                                                             | De toxiciteit van de soort is toe te schrijven aan de aanwezigheid van het gif alfa-amanitine. Evenwel werd aangetoond dat de hoeveelheid gif zeer beperkt is. Het grootste gevaar schuilt echter niet in de aanwezigheid van het alfa-amanitine, maar in het feit dat deze soort zeer makkelijk verward kan worden met de veel giftiger groene knolamaniet. Daarnaast kan de soort ook verward worden met de narcisamaniet (Amanita gemmata). |            |
| Porfieramaniet             | Amanita porphyria          |                       | Bufotenine                                                                                                | Deze paddenstoel bevat het giftige bufotenine. |            |
| Voorjaarsamaniet           | Amanita verna              |                       | Amatoxine, Phallotoxine                                                                                   | Ook wel vroege knolamaniet geheten. Een zeer giftige paddenstoel. De hoed met de plaatjes en de steel zijn steeds wit. De steel heeft ook een witte ring. De knol zit soms onder de grond. |            |
| Kleverige knolamaniet      | Amanita virosa             |                       | Alfa-amanitine, Amatoxine, Phallotoxine, Phallolysine, Phalloidine                                        | Deze paddenstoel kan men, in eivorm, verwarren met een stuifzwam(Lycoperdon). Hij wordt ook weleens verward met witte paddenstoelen, zoals de gladde boskampernoelje (Agaricus silvicola) en de duifzwam (Tricholoma columbetta). De groene vorm verwart men weleens met Russula- of met groene Tricholomasoorten. De kleverige knolamaniet (Amanita virosa) en de voorjaarsamaniet (Amanita verna) hebben dezelfde toxiciteit als de groene knolamaniet (Amanita phalloides). |            |
| Netstelige heksenboleet    | Boletus luridus            |                       | Muscimol                                                                                                  | Eetbaar indien goed gekookt; het wordt echter niet aangeraden deze paddenstoel te eten, zeker niet voor onervaren verzamelaars. Kan vervelende ziekteklachten veroorzaken indien rauw, onvolledig gekookt of met alcohol geconsumeerd. |            |
| Satansboleet               | Boletus satanas            | Rubroboletus satanas  | Glycoproteïne, Bolesatine                                                                                 | Deze lijkt in de verte op eekhoorntjesbrood. Hij heeft vaalgeel vruchtvlees, dat een beetje blauw wordt als je hem beschadigt; hij ruikt vies. Hij wordt gevonden in loofbossen. De hoed is dik en blauwgrijs, tot groenig en groot (tot een diameter van 30 cm). De onderkant van de hoed is geel, later rood. De steel is dik en kort als hij nog jong is; hij wordt langer en rood, met rode plaatjes. |            |
| Witte trechterzwammen      | Clitocybe                  |                       | Muscarine                                                                                                 | Trechterzwammen zoals de giftige weidetrechterzwam (Clitocybe rivulosa), de kleine bostrechterzwam (Clitocybe candicans), de grote bostrechterzwam (Clitocybe phyllophila), etc. zijn niet eetbaar. Ze worden weleens verward met de grote molenaar (Clitopilus prunulus) |            |
| Witte bundelridderzwam     | Clitocybe connata          | Lyophyllum connatum   | Mutageen                                                                                                  | Hoewel men zegt dat deze paddenstoel eetbaar is, is hij waarschijnlijk wel giftig omdat hij mutagene stoffen bevat. |            |
| Grote bostrechterzwam      | Clitocybe phyllophila      |                       | | |            |
| Grote kale inktzwam        | Coprinopsis atramentaria   |                       | Coprine                                                                                                   | Deze zwam komt over het algemeen voor in groepen op stronken van loofbomen of op wortels. Men kan ze vinden in weiden, op ruderale gronden en op open terrein. Jonge grote kale inktzwammen zijn eetbaar, maar bevatten coprine (werking als geneesmiddel Antabus). Hierdoor mag men gedurende twee dagen na het eten geen druppel alcohol drinken. |            |
| Gordijnzwam                | Cortinaria                 |                       | Orellanine                                                                                                | Cortinaria met een rode, paarse of oranje kleur zijn giftig. De giftige gordijnzwam (Cortinarius orellanus) en de fraaie gifgordijnzwam (Cortinarius rubellus) zijn extreem giftig. Deze paddenstoelen verwart men soms met de cantharel of eetbare cortinaria. |            |
| Vermiljoengordijnzwam      | Cortinarius cinnabarinus   |                       | | |            |
| Pagemantel                 | Cortinarius semisanguineus |                       | nog onbekend                                                                                              | Het wordt afgeraden om deze paddenstoel te eten, omdat wordt vermoed dat hij giftige bestanddelen bevat, zoals sommige andere Cortinaria, vermoedelijk orellanine. |            |
| Satijnzwam                 | Entoloma sinuatum          |                       | Alkaloïden, opgehoopte zware metalen                                                                      | Het gif werkt zeer snel, de giftige satijnzwam veroorzaakt een onaangename gastrointestinale vergiftiging; door consumptie van grote hoeveelheden zou deze soort een aantal dodelijke slachtoffers gemaakt hebben. Deze zwam wordt weleens verward met de nevelzwam (Clitocybe nebularis). |            |
| Bundelmosklokje            | Galerina marginata         |                       | Amatoxine                                                                                                 | Een zeldzame paddenstoel die hogere concentraties amatoxines bevat dan de groene knolamaniet. Verwarring treedt weleens op met het stobbezwammetje (Kuehneromyces mutabilis) of met de gewone zwavelkop (Hypholoma fasciculare). |            |
| Prachtvlamhoed             | Gymnopilus junonius        |                       | Psilocybine                                                                                               | Sommige ondersoorten bevatten het hallucinogene psilocybine. |            |
| Voorjaarskluifzwam         | Gyromitra esculenta        |                       | Gyromitrine                                                                                               | Een zeer giftige paddenstoel. Symptomen treden pas op na 10 tot 12 uur. Het gif wordt onschadelijk gemaakt door verhitting boven de 60 graden Celsius of door de paddenstoel te drogen. De voorjaarskluifzwam staat op de Nederlandse rode lijst als "bedreigd". |            |
| Radijsvaalhoed             | Hebeloma crustuliniforme   |                       | nog onbekend                                                                                              | Deze naar radijs ruikende paddenstoel veroorzaakt braken, buikkramp en diarree. |            |
| Witte kluifzwam            | Helvella crispa            |                       | Methylhydrazine                                                                                           | In deze paddenstoel zit het in dierproeven carcinogene monomethylhydrazine (na hydrolyse van het aanwezige giromitrine) dat ook spijsverteringsklachten kan veroorzaken, maar slechts 5 mg/kg. Deze stof wordt bij verhitting grotendeels afgebroken. In veel publicaties staat hij daarom nog steeds omschreven als eetbaar. |            |
| Zwarte kluifzwam           | Helvella lacunosa          |                       | | In sommige boeken staat dat deze soort eetbaar is, hij kan spijsverteringsproblemen veroorzaken. |            |
| Gewone zwavelkop           | Hypholoma fasciculare      | Zwavelkopje           | Amatoxine                                                                                                 | Deze zwam wordt gevonden van het voorjaar tot de winter in groepjes aan de voet van bomen en op oude (dode) boomschors in loofbossen. De hoedjes zijn geel en de plaatjes eronder groenachtig. De paddenstoeltjes hebben alle steeds een dun, geel steeltje. |            |
| Vezelkoppen                | Inocybe                    |                       | Muscarine                                                                                                 | De meeste vezelkoppen bevatten muscarine, zoals spleetvezelkop (Inocybe rimosa (of fastigiata)), de satijnvezelkop (Inocybe geophylla), Inocybe erubescens (of patouillardii), de blonde vezelkop (Inocybe sindonia (of eutheles)), etc. Naast muscarine bevatten veel vezelkoppen psilocybine, een psychoactieve stof. |            |
| Sterspoorvezelkop          | Inocybe asterospora        |                       | | |            |
| Giftige vezelkop           | Inocybe erubescens         | Witrode vezelkop      | Muscarine                                                                                                 | Deze in België en Nederland zeldzaam voorkomende paddenstoel groeit in het voorjaar op zure bodems. De paddenstoel bevat een hoge dosis muscarine waardoor de inname leidt tot zware ziekteverschijnselen of zelfs de dood. |            |
| Witte satijnvezelkop       | Inocybe geophylla          |                       | Muscarine                                                                                                 | Deze algemene soort kent twee varianten: Inocybe geophylla en de Inocybe geophylla var. lilacina |            |
| Zandpadvezelkop            | Inocybe lacera             |                       | Muscarine                                                                                                 | Een giftige soort die lijkt op de Inocybe hystrix |            |
| Geelbruine spleetvezelkop  | Inocybe rimosa             |                       | Muscarine                                                                                                 | |            |
| Parasolzwammen             | Lepiota                    |                       | Amanitine                                                                                                 | Verscheidene parasolzwammen (Lepiota) zoals de gegordelde parasolzwam (Lepiota brunneoincarnata), Lepiota helveola, de vaalroze parasolzwam (Lepiota subincarnata) en de hieronder genoemde Spitsschubbige- en Kastanjeparasolzwam zijn matig tot zeer giftig. |            |
| Spitsschubbige parasolzwam | Lepiota aspera             |                       | | Het is aangetoond (bron?) dat de paddenstoel alcoholintolerantie veroorzaakt en giftig kan zijn. |            |
| Kastanjeparasolzwam        | Lepiota castanea           |                       | Amatoxine                                                                                                 | Dodelijk giftige paddenstoel die meestal in zijn eentje staat of in kleine groepjes. |            |
| Gewoon elfenschermpje      | Mycena pura                |                       | Muscarine                                                                                                 | Met dunnelaagchromatografie is aangetoond dat deze paddenstoel geringe hoeveelheden muscarine bevat. Hij is in kleine hoeveelheden eetbaar; het eten ervan wordt echter afgeraden. |            |
| Zwartbruine vlekplaat      | Panaeolus ater             |                       | Psilocybine                                                                                               | |            |
| Grauwe vlekplaat           | Panaeolus fimicola         |                       | | |            |
| Gazonvlekplaat             | Panaeolus foenisecii       |                       | Psilocybine                                                                                               | Deze paddenstoel bevat kleine hoeveelheden psilocybine; de concentraties zijn echter zeer laag en de effecten zijn nihil. In het buitenland kan deze paddenstoel nog weleens verward worden met giftigere familieleden, zoals Panaeolus cinctulus en Panaeolus olivaceus |            |
| Gewone krulzoom            | Paxillus involutus         |                       | Antigeen dat zorgt voor het Paxillus-Syndroom                                                             | Deze paddenstoel groeit op heidevelden en in bossen, vooral bij berken. In 1980 werd ontdekt dat een antigeen in de paddenstoel een auto-immuunreactie veroorzaakt, waardoor het immuunsysteem de eigen rode bloedcellen aanvalt met als gevolg een hemolyse met dodelijke afloop. |            |
| Grauwgroene hertenzwam     | Pluteus salicinus          |                       | Psilocybine                                                                                               | Een hallucinogene paddenstoel. |            |
| Kaalkopjes                 | Psilocybes                 |                       | Psilocybine, Baeocystine                                                                                  | Voorbeelden van deze paddenstoel zijn het puntig kaalkopje (Psilocybe semilanceata) en het blauwwordend kaalkopje (Psilocybe cyanescens). Kaalkopjes worden verzameld voor hun psychoactieve werking, dat veroorzaakt wordt door psilocybine en baeocystine. |            |
| Puntig kaalkopje           | Psilocybe semilanceata     |                       | Psilocybine                                                                                               | Deze paddenstoel staat bekend om zijn hallucinogene bijwerkingen. Het wordt niet aangeraden deze paddenstoel te verzamelen zonder kennis van zaken. |            |
| Fraaie koraalzwam          | Ramaria (Clavaria) formosa |                       | nog onbekend                                                                                              | Deze zwam is bitter en laxerend, en wordt aangetroffen onder struiken. De dikke steel is wit en heeft vertakte uiteinden. Het vruchtlichaam is champagnekleurig. |            |
| Duivelsbroodrussula        | Russula drimeia            | Russula sardonia      | nog onbekend                                                                                              | Als ammoniak op de lamellen wordt gedruppeld, verkleuren deze paars. De paddenstoel is niet eetbaar en heeft een peperhete smaak. Veel Russula-soorten zijn eetbaar, enkele zijn giftig en veroorzaken buikkrampen en diarree. Het gif is nog niet bekend, men vermoedt dat sesquiterpenen de boosdoeners zijn. |            |
| Braakrussula               | Russula emetica            |                       | nog onbekend                                                                                              | Ook deze russula is peperheet en giftig. Hij veroorzaakt diarree. Het gif is nog niet bekend, men vermoedt dat sesquiterpenen de boosdoeners zijn. Men zegt dat wanneer deze paddenstoel gekookt wordt, de hete smaak verdwijnt samen met zijn giftige eigenschap. Toch is het niet aan te bevelen deze paddenstoel te eten. |            |
| Blauwvoetstekelzwam        | Sarcodon scabrosus         |                       | | Deze zwam smaakt bitter. |            |
| Kroonbekerzwam             | Sarcosphaera crassa        |                       | | |            |
| Kleine aardappelbovist     | Scleroderma areolatum      |                       | | |            |
| Gele aardappelbovist       | Scleroderma citrinum       | Scleroderma aurantium | | Ziekteverschijnselen zijn onder andere tranen, loopneus en bindvliesontsteking. |            |
| Wortelende aardappelbovist | Scleroderma verrucosum     |                       | | Deze knolvormige paddenstoel wordt aangetroffen op hellingen, boomschors, enz. Het 'kopje' is donkergeel of helder bruin, met korrelige vlekjes; als de paddenstoel ouder is, is het kopje bedekt met een laagje stof (sporen). |            |
| Oranje ridderzwam          | Tricholoma aurantium       |                       | | - |            |
| Gele ridderzwam            | Tricholoma equestre        |                       | nog onbekend                                                                                              | Deze paddenstoel kan door sommigen gegeten worden, maar is voor anderen dodelijk giftig. Het nog onbekende gif veroorzaakt een conditie genaamd rabdomyolyse. |            |
| Narcisridderzwam           | Tricholoma sulphureum      |                       | | |            |
| Beukenridderzwam           | Tricholoma ustale          |                       | | |            |
| gevlekte vezelkop          | Inosperma maculatum        |                       | Muscarine                                                                                                 | Vezelkop bij loofbomen, gladde sporen, geen pleurocystida |            |

## Raadgeving van het Belgische Antigifcentrum
Het Belgische Antigifcentrum geeft als raadgeving voor beginnende verzamelaars onder meer:
1. Het identificeren van paddenstoelen enkel door een grondige kennis van de specifieke kenmerken ervan; deelname aan activiteiten van een mycologische vereniging wordt daarom aanbevolen.
2. Enkele giftige soorten in een mand eetbare paddenstoelen kunnen tot zware intoxicaties leiden. Identificatie van paddenstoelen moet per stuk plaatsvinden.
3. Jonge paddenstoelen in goede staat kunnen verzameld worden, maar geen rotte, doorweekte of bevroren exemplaren.
4. Het centrum raadt plastic zakken af om paddenstoelen in te verzamelen. Daarentegen adviseert het een rieten mand of een andere luchtdoorlatende houder. De houdbaarheid van paddenstoelen is zeer beperkt. Zij zijn sterk onderhevig aan besmetting door bacteriën.
5. Paddenstoelen zouden op een koele en goed verluchte plaats moeten worden bewaard en niet opgestapeld.
6. Paddenstoelen moeten goed worden gereinigd alvorens ze op te eten. Taaie of vezelige stelen moeten worden verwijderd.
7. Paddenstoelen zijn vaak moeilijk verteerbaar. Daarom adviseert het centrum ze in fijne schijfjes te snijden. De baktijd bedraagt een kwartier tot 30 minuten, voor soorten die niet rauw gegeten mogen worden. Goed kauwen is een pre en een beperkte consumptie. Sommige soorten zijn slechts eetbaar als ze gekookt zijn.